# Geoinformatik
Geoinformatik eller geomatik er videnskaben for og teknologien omkring indsamling, forædling, bearbejdning, analyse, fortolkning og formidling af geografisk information. Geografiske data – også kaldet geodata – er data, som knytter an til en lokalitet, et sted, et område, en adresse eller på anden vis noget som har med et 'hvor?' at gøre. 
Geoinformatik er altså håndteringen, forædlingen og bearbejdningen af oplysninger af alverdens art som beskriver steder og/eller mennesker på steder. Der er rigelig rummelighed i begrebsapparatet knyttet til geodata-menigheden, og de forandrer sig løbende. Således taler vi i dag om geodata, hvor vi for ikke mange år siden stadig talte om kort (landkort, bykort, søkort etc.). I dag er et kort snarere at betragte som en visualisering eller en repræsentation af en geografisk kontekst. Og det at håndtere geodata præcist, struktureret og kompetent er et vældig spændende problemfelt såvel som forretningsområde.
En gren af værktøjerne anvendes også i større og større udstrækning indenfor logistikområdet i beregninger af optimale kørselsruter for vareudbringning, dynamisk distriktsplanlægning og i geo-marketingsanalyser af optimale placeringer af eksempelvis nye virksomheder eller butikscentre i forhold til kundegrundlaget.